# Justin Vienneau
Pour les articles homonymes, voir Vienneau.
Justin Vienneau (né le 20 février 1986 à Oshawa, dans la province de l’Ontario au Canada) est un joueur de hockey sur glace professionnel.

## Carrière
La carrière de Justin Vienneau débute dans la Ligue de hockey junior majeur du Québec avec les Cataractes de Shawinigan dès 2002. Il est choisi en 2004 en hockey sur glace au cours du repêchage d'entrée dans la Ligue nationale de hockey par les Blue Jackets de Columbus en 7e ronde, en 198e position.
Après 229 matchs avec cette équipe, il joue une saison pour la franchise du Titan d'Acadie-Bathurst puis pour les Huskies de Rouyn-Noranda. En 2005-2006, il joue un match en Ligue américaine de hockey pour le Crunch de Syracuse. En 2008, il donne son accord au club des Dauphins d’Épinal en Ligue Magnus, mais pour des problèmes familiaux, il ne peut honorer son contrat. Il ne joue pas durant la saison 2008-2009 avant de rejoindre le club de Memramcook Air Repair en Eastern Senior Hockey League, une ligue amateur canadienne. Durant l’été 2010, il s’engage avec le Gap Hockey Club en Ligue Magnus. Il prolonge son contrat de 2 saisons avec le club haut-alpin à l'issue de la saison 2010-2011.
À l'automne 2012, il se joint aux Pêcheurs de Cap-Pelé de la Ligue de hockey sénior Nord-Est.
En 2002, il participe au défi mondial des moins de 17 ans de hockey avec l'équipe Atlantique et joue aux côtés de Sidney Crosby par la même occasion, puis il dispute les Jeux du Canada en 2003 avec l'équipe du Nouveau-Brunswick 
Durant la saison 2013-2014, il rejoint l'équipe des Corsaires de Nantes. 
Un an après, il joue pour l'équipe des Aigles de La Roche sur Yon.

## Statistiques

### En club
| Saison    | Équipe                     | Ligue        |    | Saison régulière | Saison régulière | Saison régulière | Saison régulière | Saison régulière |   | Séries éliminatoires | Séries éliminatoires | Séries éliminatoires | Séries éliminatoires | Séries éliminatoires |
| Saison    | Équipe                     | Ligue        | PJ | B                | A                | Pts              | Pun              | PJ               | B | A                    | Pts                  | Pun                  |                      |                      |
| 2002-2003 | Cataractes de Shawinigan   | LHJMQ        | 62 | 0                | 8                | 8                | 150              | 9                | 0 | 1                    | 1                    | 10                   |                      |                      |
| 2003-2004 | Cataractes de Shawinigan   | LHJMQ        | 53 | 0                | 7                | 7                | 129              | 11               | 0 | 1                    | 1                    | 19                   |                      |                      |
| 2004-2005 | Cataractes de Shawinigan   | LHJMQ        | 60 | 4                | 11               | 15               | 146              | 4                | 0 | 0                    | 0                    | 6                    |                      |                      |
| 2005-2006 | Cataractes de Shawinigan   | LHJMQ        | 54 | 1                | 14               | 15               | 164              | 10               | 0 | 2                    | 2                    | 15                   |                      |                      |
| 2005-2006 | Crunch de Syracuse         | LAH          | 1  | 0                | 0                | 0                | 2                |                  |   |                      |                      |                      |                      |                      |
| 2006-2007 | Titan d'Acadie-Bathurst    | LHJMQ        | 28 | 3                | 5                | 8                | 72               |                  |   |                      |                      |                      |                      |                      |
| 2006-2007 | Huskies de Rouyn-Noranda   | LHJMQ        | 23 | 1                | 4                | 5                | 43               | 15               | 1 | 2                    | 3                    | 20                   |                      |                      |
| 2009-2010 | Memramcook Air Repair      | ESHL         | 17 | 2                | 5                | 7                | 63               | 6                | 3 | 2                    | 5                    | 7                    |                      |                      |
| 2010-2011 | Gap Hockey Club            | Ligue Magnus | 26 | 1                | 8                | 9                | 38               | 5                | 0 | 1                    | 1                    | 4                    |                      |                      |
| 2010-2011 | Gap                        | CdF          | 1  | 1                | 0                | 1                | 2                |                  |   |                      |                      |                      |                      |                      |
| 2010-2011 | Gap                        | CdL          | 5  | 0                | 0                | 0                | 0                |                  |   |                      |                      |                      |                      |                      |
| 2011-2012 | Gap                        | Ligue Magnus | 19 | 1                | 1                | 2                | 28               | 9                | 1 | 0                    | 1                    | 28                   |                      |                      |
| 2011-2012 | Gap                        | CdF          | 1  | 0                | 0                | 0                | 0                |                  |   |                      |                      |                      |                      |                      |
| 2011-2012 | Gap                        | CdL          | 5  | 0                | 0                | 0                | 4                | 2                | 0 | 0                    | 0                    | 0                    |                      |                      |
| 2012-2013 | Pêcheurs de Cap-Pelé       | LHSNE        | 8  | 3                | 8                | 11               | 14               | -                | - | -                    | -                    | -                    |                      |                      |
| 2013-2014 | Corsaires de Nantes        | Division 1   | 25 | 3                | 7                | 10               | 96               | -                | - | -                    | -                    | -                    |                      |                      |
| 2014-2015 | Aigles de La Roche sur Yon | Division 2   | 13 | 3                | 4                | 11               | 16               | 8                | 0 | 2                    | 2                    | 12                   |                      |                      |
| 2015-2016 | Aigles de La Roche sur Yon | Division 1   | 26 | 1                | 9                | 10               | 40               | 3                | 0 | 2                    | 2                    | 6                    |                      |                      |
| 2016-2017 | Aigles de La Roche sur Yon | Division 1   | 21 | 1                | 14               | 15               | 59               | 2                | 0 | 1                    | 1                    | 0                    |                      |                      |
| 2017-2018 | Aigles de La Roche sur Yon | Division 1   | 21 | 1                | 6                | 7                | 42               | 4                | 0 | 3                    | 3                    | 4                    |                      |                      |
| 2018-2019 | Aigles de La Roche sur Yon | Division 1   | 5  | 0                | 1                | 1                | 14               | -                | - | -                    | -                    | -                    |                      |                      |
| 2018-2019 | Sydney Bears               | AIHL         | 13 | 0                | 6                | 6                | 18               | -                | - | -                    | -                    | -                    |                      |                      |
| 2019-2020 | Annecy Hockey              | Division 2   | 3  | 0                | 0                | 0                | 2                | -                | - | -                    | -                    | -                    |                      |                      |